# Jan van Bemmel

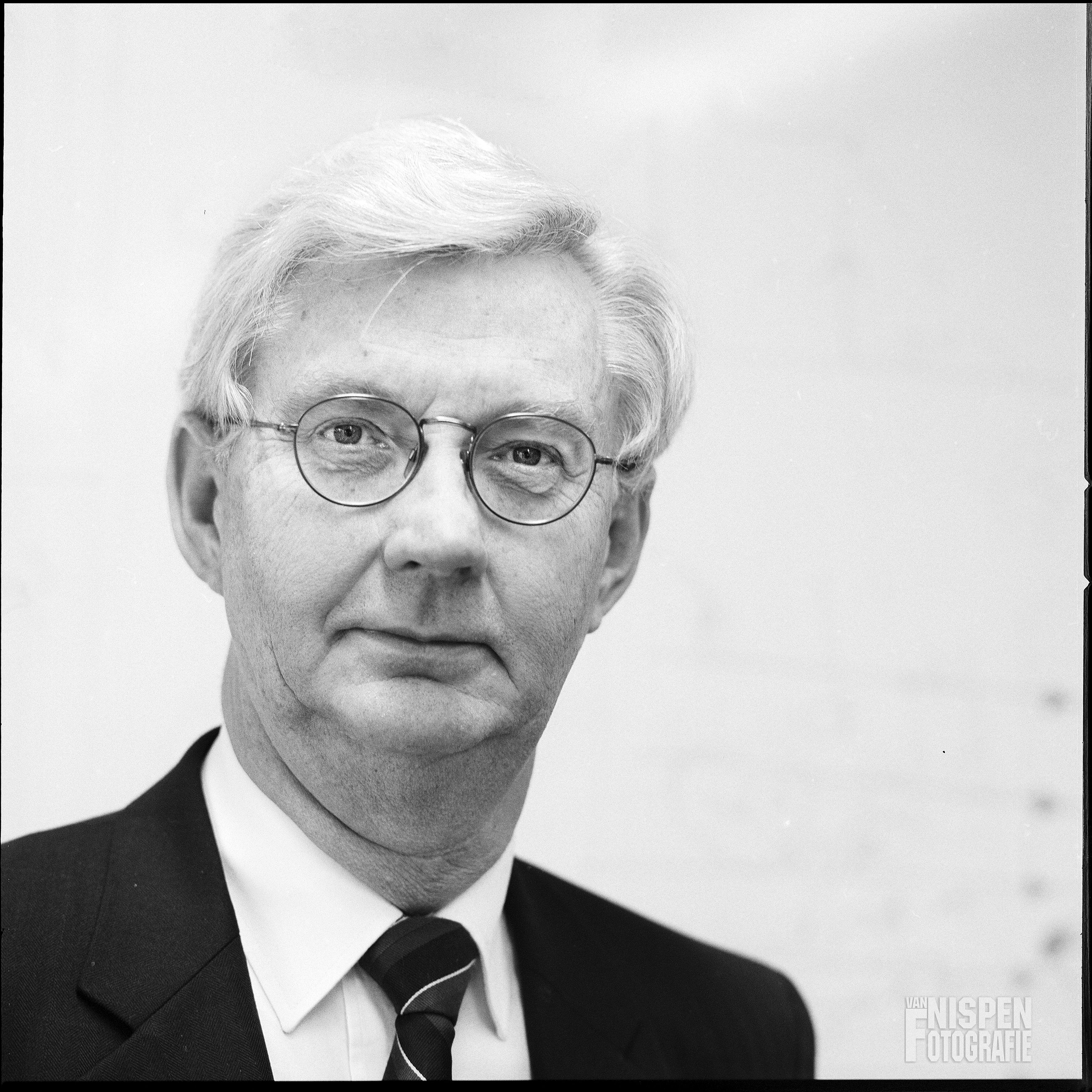
Rector Magnificus Erasmus Universiteit Jan van Bemmel 21/10/2003

Jan Hendrik van Bemmel (Rotterdam, 17 november 1938) is een Nederlandse hoogleraar in de medische informatica. Van 1 september 2000 tot 1 september 2004 was hij rector magnificus van de Erasmus Universiteit Rotterdam.
Hij studeerde natuurkunde aan de Technische Hogeschool Delft (tegenwoordig Technische Universiteit Delft). Tijdens zijn studententijd was hij lid van de studentenvereniging C.S.R.-Delft. Hij promoveerde in 1969 aan de faculteit van wis- en natuurkunde van de Universiteit van Nijmegen.
Vanaf 1973 was hij hoogleraar in de medische informatica. In 2006 werd hij erelid van de European Federation for Medical Informatics (EFMI).
Van Bemmel was voorzitter van het curatorium van de Stichting voor Christelijke Filosofie dat toeziet op de bijzondere leerstoelen Reformatorische wijsbegeerte.

## Publicaties (selectie)
- Jan H. van Bemmel: Waar was je? Geloven na Darwin en Hubble. Amsterdam, Buijten & Schipperheijn Motief, 2017. ISBN 978-90-5881-963-5
- J.H. van Bemmel & M.A. Musen: Handbook of medical informatics. Houten,  Bohn Stafleu Van Loghum, 1997. ISBN 90-313-2294-6
- J.H. van Bemmel: Inleiding medische informatica. Utrecht, Bohn, Scheltema & Holkema, 1981. ISBN 90-313-0460-3
- J.H. van Bemmel: Detection and processing of foetal electrocardiograms. A representative example for the processing of biological signals. Proefschrift Nijmegen. Utrecht, Schotanus & Jens, 1969.

- Bibliothèque nationale de France: cb16673001j (data)
- Gemeinsame Normdatei: 1158387652
- International Standard Name Identifier: 0000 0001 1566 8722
- Library of Congress Control Number: n83130767
- NARCIS: PRS1236324
- Nationale Bibliotheek van Tsjechië: xx0237563
- Nationale Bibliotheek van Israël: 987007430225205171
- Nederlandse Thesaurus van Auteursnamen: 073383376
- Système universitaire de documentation: 23031645X
- Virtual International Authority File: 35190340
- WorldCat: E39PBJmhPfJJ6wc3YJVxgFyDbd